# Zes kinderliedjes
Zes kinderliedjes is een compositie van Witold Lutosławski. Ze werden geschreven in de nasleep van zijn Eerste symfonie. De componist vond zelf dat hij met het componeren van dat werk op een dood spoor zat. Hij gebruikte zes gedichten van Julian Tuwim en maakte er eenvoudige toonzettingen voor.
De liedjes zijn:
- Dans (Taniec)
- Vier jaargetijden (Rok i bieda)
- Kitten (Kotek)
- Hier komt Greg (Idzie grzes)
- Kleine rivier (Rzeczka) en
- Geroddel door vogels (Ptasie plotki)

De eerste uitvoering vond plaats op 20 oktober 1947 in Krakau.
Lutosławski schreef het voor:
- mezzosopraan
- 1 dwarsfluit, 1 hobo, 2 klarinetten, 1 fagot
- 1 harpen
- violen, altviolen, celli, contrabassen

## Discografie
- Uitgave Naxos: Ursula Kryger (sopraan) met leden van het Pools Nationaal Radio-Symfonieorkest onder leiding van Antoni Wit